# Elspeth Hay
Elspeth Hay (verheiratete Graham; * 24. April 1930) ist eine ehemalige britische Sprinterin.
Bei den Leichtathletik-Europameisterschaften 1950 in Brüssel siegte sie mit dem britischen Quartett in der 4-mal-100-Meter-Staffel. Über 100 m wurde sie Fünfte, über 200 m schied sie im Vorlauf aus.